# Witosław (województwo kujawsko-pomorskie)
Witosław – wieś w Polsce położona w województwie kujawsko-pomorskim, w powiecie nakielskim, w gminie Mrocza.

## Podział administracyjny
W latach 1975–1998 miejscowość administracyjnie należała do województwa bydgoskiego.

## Demografia
Według Narodowego Spisu Powszechnego (III 2011 r.) liczyła 657 mieszkańców. Jest największą wsią gminy Mrocza.

## Zabytki
Według rejestru zabytków NID na listę zabytków wpisany jest zespół dworski, 1 poł. XIX w., nr rej.: A/224/1-6 z 10.06.1987:
- park, 2. połowa XIX w.
- gorzelnia, 1872 r.
- stodoła, 1900 r.

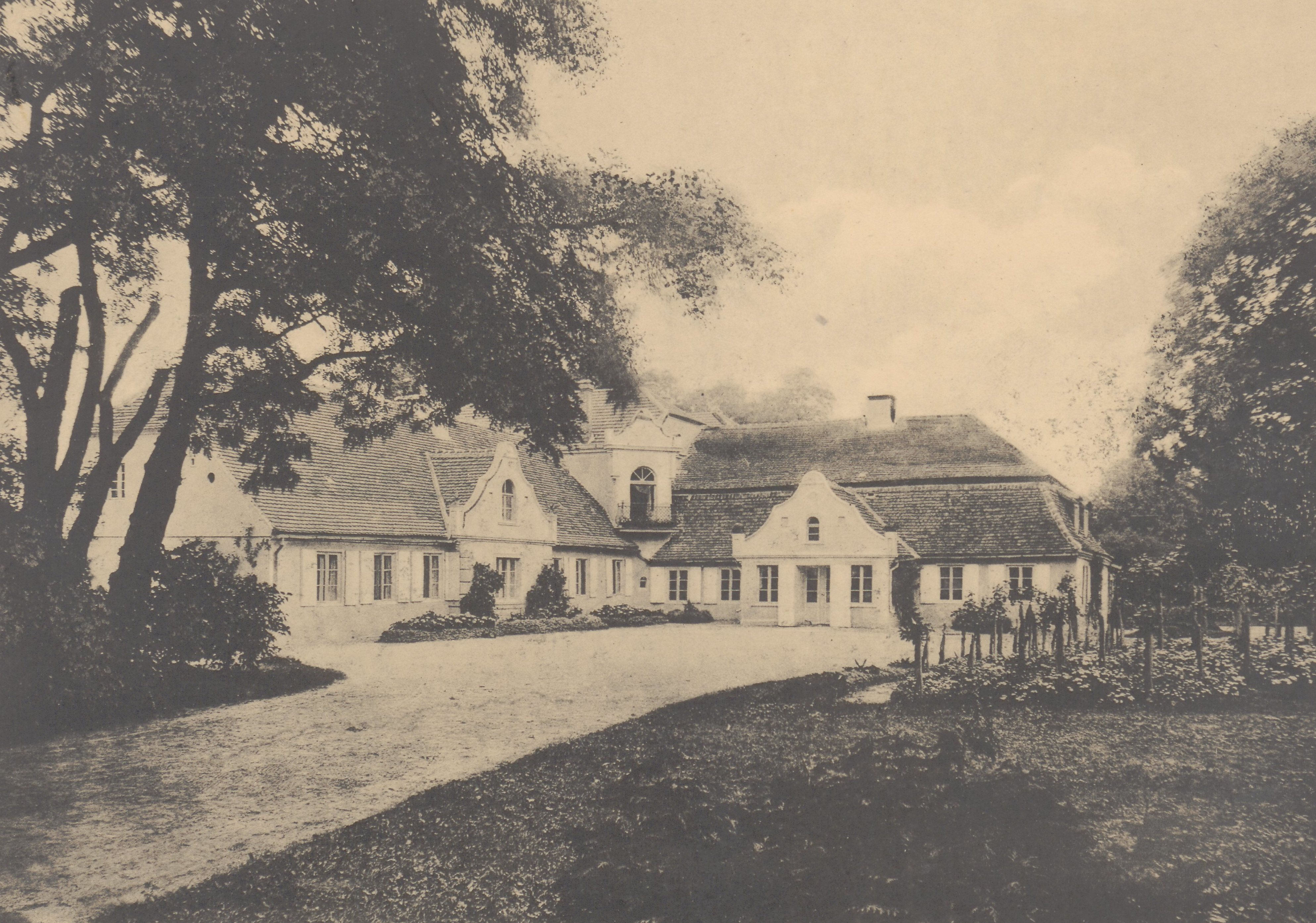
Widok dworu przed 1912

Relikty dworu obronnego z XV lub XVI w., powstałego zapewne na miejscu wczesnośredniowiecznego grodu.